# Otakar Mrkvička
Otakar Mrkvička (19. prosince 1898, Příbram – 20. listopadu 1957 Praha) byl český malíř, ilustrátor, karikaturista, výtvarný kritik, člen seskupení českých avantgardních umělců Devětsil.

## Život
Narodil se v Příbrami v rodině fotografa Otakara Mrkvičky (1873–1926). Studoval v Praze na Malířské akademii u prof. J. Loukoty a na Uměleckoprůmyslové škole u prof. E. Dítěte a V. H. Brunera.
V programu spolku Devětsil sehrála význačnou úlohu politická karikatura jako jedna z odnoží proletářského umění. Je po něm pojmenována ulice v Praze – Řepích.
Během druhé světové války byl členem odbojové skupiny Parsifal.
Zemřel roku 1957 v Praze, pohřben byl na Městském hřbitově v Příbrami.
Jeho manželkou byla herečka Lída Otáhalová (1904–1980).